# 郯国
郯国，是中国古代历史上春秋时期的一个小型诸侯国。為少昊氏之後，為魯國附庸。後被越國所滅。

## 历史
春秋时期郯国国君曾两次朝拜鲁国。战国时期（约公元前414年）越国灭亡郯国。

## 杂录与相关记录
1. 郯国国君的爵位是子爵，姓氏为己姓。
2. 郯国的首都郯城，亦称“碌碡城”。传说当时郯子在抵御外侵，修城墙时，因信巫术，于城墙基部埋了万只碌碡，以求永固，郯城因而得名。事實上，這件事是元朝人所為。《乾隆·郯城縣誌》載，元末王信所築之城系「累土而立」牆基為碌碡排墊，故稱「碌碡城」。
3. 郯国的祖先是东夷族的少昊氏。
4. 郯国是一个小国，由於缺乏史料，无法考证它的边界线。但是，有一种说法，郯国曾是一个强大国家，北抵琅琊，南至江边，东临黄海，西接徐州，但是后来沦落了。
5. 春秋时期，郯国的周边国家和他们的疆域：
  1. 鄟国，郯城司家乡沭河以东部分和临沭石门乡部分以及东海温泉镇部分村庄。
  2. 祝其国，赣榆部分和东海、新浦部分村镇。
  3. 莒国，莒南、临沭、赣榆部分，莒县、沂水大部分村镇。
  4. 向国，在莒南县大店西南，包括临沂部分，临沭部分。
  5. 鄅国，在古琅琊开阳县，现在临沂大部分，蘭陵部分、沂南部分。
  6. 鲁国，驻曲阜，包括平邑、蒙阴、费县大部分。
  7. 鄫国，驻蘭陵县向城西南，包括蘭陵大部分，枣庄部分，以及郯城沂河以西部分。
  8. 邳国，邳州大部分，以及郯城重坊部分村庄。
  9. 钟吾国，新沂大部分，郯城杨集部分。
  10. 邾国，驻建都于“邾”位于现今的山东省曲阜东南方的南陬村。其后，约在公元前643年，素有“知命之君”、“养民之君”的邾国地十二世国君邾文公卜迁于绎位于今山东省邹城市峄山之阳的纪王城（现存邾国故城遗址）。

1. 郯国故城遗址在郯城县城北，遗址的东墙和南墙被推平，西墙和北墙局部保存了下来。墙基宽40米，顶部宽15米，残墙高4米。周长4670米，其中西墙与北墙长度均为1260米，东墙长1370米，南墙长780米。
2. 郯子所植的一棵古老银杏树已有3000岁高龄并且存活，高41.9米，胸围8米，直径2.6米，树冠根系面积五六亩。现在依然枝繁叶茂，生机昂然。（见）
3. 孔子曾经带着弟子去郯国拜见了郯子，虚心求教。这便是“孔子师郯子”的由来。
4. 公元前341年的齐魏马陵之战发生在郯城附近。

## 郯國君主
- 郯子，鲁襄公七年（前566年）春，郯子来朝见鲁国，这是他第一次朝见鲁襄公。
- 郯子，鲁昭公十七年（前525年）秋，郯子来朝拜鲁国，鲁昭公和他一起饮宴。叔孙昭子询问他，说：“少昊氏用鸟名作为官名，是什么缘故？”郯子说：“他是我的祖先，我知道。”于是，郯子为鲁公介绍他的祖先用“鸟”作为官名的情况：“从前黄帝氏用云记事，所以设置各部门长官都用云字命名。炎帝氏用火记事，所以设置各部门长官都用火字命名。共工氏用水记事，所以设置各部门长官都用水字命名。太皞氏用龙记事，所以设置各部门长官都用龙来命名。我的祖先少皞挚（少昊名挚，己姓）即位的时候，凤鸟正好来到，所以就从鸟开始记事，设置各部门长官都用鸟来命名。凤鸟氏，就是掌管天文历法的官。玄鸟氏，就是掌管春分、秋分的官。伯赵（伯鹩）氏，是掌管夏至、冬至的官。青鸟氏，是掌管立春、立夏的官。丹鸟氏，是掌管立秋、立冬的官。祝鸠氏，就是司徒；鴡鸠氏，就是司马；鸤鸠氏，就是司空；爽鸠氏，就是司寇；鹘鸠氏，就是司事。这五鸠，是鸠聚百姓的。五雉是五种管理手工业的官，是改善器物用具、统一尺度容量、让百姓得到平均的。九扈是九种管理农业的官，是制止百姓不让他们放纵的。自从颛顼以来，不能记述远古的事情，就从近古开始记述，做百姓的长官而用百姓的事情来命名，那已经是不能照过去办理了。” 孔子听到了这件事，进见郯子并向他学习古代官制。不久以后告诉别人说：“我听说，‘在天子那里失去了古代官制，官制的学问还保存在远方的小国’，这话还是可以相信的。”[1]
- 郯子，鲁哀公十年（前485年），鲁哀公会合吴王夫差、邾子（邾桓公）、郯子攻打齐国南部边境，军队驻扎在鄎地。
- 郯子鴣（？─前413年在位）